# Сипец
Сипец (болг. Сипец) — село в Болгарии. Находится в Кырджалийской области, входит в общину Джебел. Население составляет 70 человек.

## Политическая ситуация
В местном кметстве Мишевско, в состав которого входит Сипец, должность кмета (старосты) исполняет Аптула Якуб Якуб (Движение за права и свободы (ДПС)) по результатам выборов правления кметства.
Кмет (мэр) общины Джебел — Бахри Реджеб Юмер (Движение за права и свободы (ДПС)) по результатам выборов в правление общины.